# As progresses

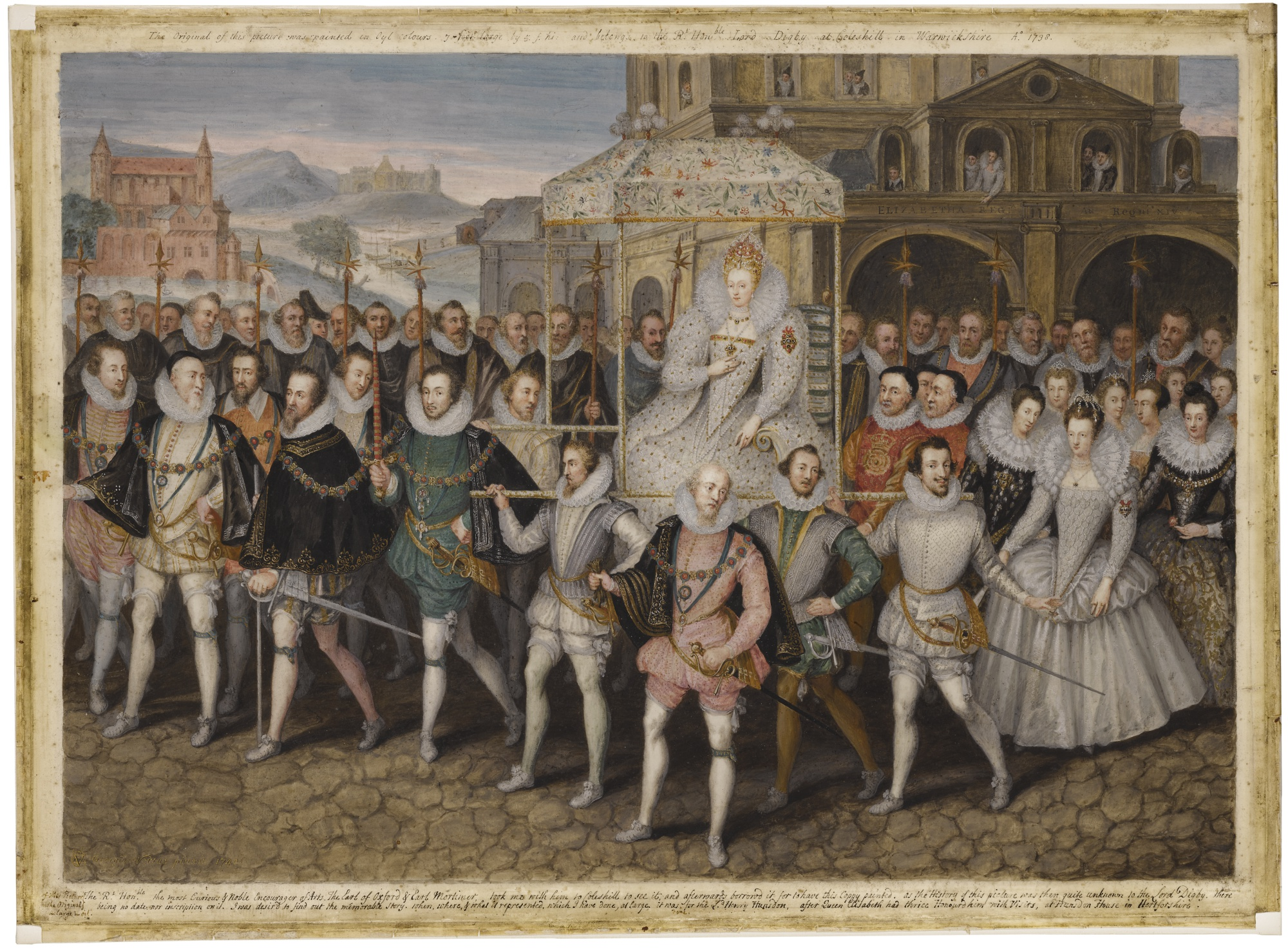
As progresses em pintura de autoria de Robert Peake the Elder.

As progresses eram viagens de longas distâncias realizadas pela rainha Isabel I de Inglaterra, percorridas em padiolas levadas por nobres e figuras de destaque da corte, com programação de espetáculos teatrais organizados pela nobreza.
As paradas das progresses tinham a soberana como principal atriz e permitia que a plebe participasse um pouco, mantendo a engrenagem do Estado "lubrificada" com a exposição da suntuosa autoridade do poder estabelecido. Os pontos de parada das progresses eram pré-estabelecidos e conhecidos do povo: igrejas, fontes públicas, arcos triunfais. Os súditos aguardavam a parada da comitiva com grande expectativa, pois já sabiam que nesses pontos haveria representação de pequenas cenas, discursos, danças e músicas. Era costume que, durante as paradas, pessoas se dirigissem à rainha com pedidos para sí ou para a comunidade, com orações e agradecimentos. Desses momentos, Elizabete I sabia aproveitar-se muito bem, utilizando o teatro como instrumento político tanto para controle dos súditos quanto da sua corte.
Sempre que o povo gritava, ovacionando-a, "Deus guarde a rainha!", ela respondia num tom quase religioso, "Deus guarde o meu povo!". Sendo tão dada à encenação, era óbvio que Gloriana apoiava fortemente o teatro, apesar da oposição constante dos puritanos e dos membros da direção da cidade de Londres.
Durante o seu reinado (1558-1603), Isabel I realizou 25 progresses por diversas cidades o que resultou no que Peter Burke chamou de grande tradição e pequena tradição  - trocas culturais entre a corte, a classe média e a sociedade rural. Peter Burke, em Cultura popular na Idade Média, (1500 - 1800), Companhia das Letras,  refere que essa troca cultural se deu, em grande parte, como resultado das viagens da rainha Elizabete e do movimento dos nobres, que iam e vinham da corte para as suas propriedades rurais, deixando, ao partir, influências relativas a passatempos, alimentação e até ao comportamento, que os senhores rurais e a gentry procuravam imitar.